# Askainen
Askainen (Villnäs în suedeză) este o fostă comună din Finlanda.